# Neocicindela
Neocicindela es un género de coleópteros adéfagos de la familia Carabidae.

## Especies
Contiene las siguientes especies:
- Neocicindela austromontana (Bates, 1878)
- Neocicindela brevilunata (W. Horn, 1926)
- Neocicindela dunedensis (Laporte de Castelnau, 1867)
- Neocicindela feredayi (Bates, 1867)
- Neocicindela hamiltoni (Broun, 1921)
- Neocicindela helmsi (Sharp, 1886)
- Neocicindela latecincta (White, 1846)
- Neocicindela parryi (White, 1846)
- Neocicindela perhispida (Broun, 1880)
- Neocicindela spilleri Brouerius van Nidek, 1965
- Neocicindela tuberculata (Fabricius, 1775)
- Neocicindela waiouraensis (Broun, 1914)